# Salvador Bucca
Salvador Bucca (Barcellona Pozzo di Gotto, 1920-Buenos Aires, 2005) fue un lingüista de origen italiano pionero del estudio de las lenguas indígenas de Argentina desde una perspectiva académica. Fue profesor de Lingüística General en la Facultad de Filosofía y Letras de la Universidad de Buenos Aires y director del Centro de Estudios Lingüísticos de la Universidad de Buenos Aires (hoy Instituto de Lingüística).
Publicó numerosos estudios sobre lenguas de pueblos originarios de Argentina desde un enfoque estructuralista taxonómico. Trabajó con el wichí, toba y pilagá, para lo que realizó trabajo de campo con estas comunidades.
Fue discípulo de Benvenuto Terraccini y maestro de Elena Najlis, Ana Gerzenstein, Nélida Stell, María Teresa Viñas Urquiza, Lidia Bruno, entre otros.

## Distinciones
- Fellow Guggenheim in Linguistics (1958)[5]